# Josef Miloslav Kořínek
Josef Miloslav Kořínek (ur. 10 stycznia 1899 w Novym Měscie na Moravě, zm. 24 sierpnia 1945 w Bratysławie) – czeski językoznawca, slawista, profesor językoznawstwa porównawczego.

## Publikacje
- Úvod do jazyka slovenského, 1927
- K č. lid. útvarům se suffixálním -nd-, 1930
- Studie z oblasti onomatopoje – Příspěvek k otázce indoevropského ablautu, 1934
- Bibliografie československých prací linguistických a filologických za rok 1932. Část I, Linguistika obecná, indoevropská, slovanská a česká, 1934
- K takzvanému thráckému nápisu na prstenu ezerovském, 1935
- O výrazech se základem pěš, pěch-„pedester“ (slov. pešípechota, pechúr atd.), 1936
- Úvod do jazykospytu. Část 1, 1948
- Od indoeuropského prajazyka k praslovančine, 1948
- Úvod do fonologie, Praga : Academia, 2000, ISBN 80-200-0230-8, wraz z Adolfem Erhartem